# Oceanside (Californië)
Oceanside is een kuststad aan de Stille Oceaan in de Amerikaanse staat Californië, en telt 161.029 inwoners. Het is hiermee de 125e stad in de Verenigde Staten (2000). De oppervlakte bedraagt 105,1 km², waarmee het de 159e stad is.
Oceanside ligt zo'n 50 kilometer ten noorden van San Diego. De stad in San Diego County is uitgegroeid tot een grote verstedelijkte kern met de in het zuiden aangrenzende steden Carlsbad en Vista. 
Bij de stichting in 1798 noemden de Spanjaarden de plaats San Luis Rey, alwaar ze hun missie Mission San Luis Rey de Francia bouwden.
De Oceanside Pier aan het strand van Oceanside, voor het eerst gebouwd in 1888 (en nu na vijf maal vernield geraakt te zijn in stormweer in zijn zesde incarnatie), is een van de langste houten pieren aan de westkust van de Verenigde Staten met zijn lengte van 592 m.

## Demografie
Van de bevolking is 13,6 % ouder dan 65 jaar en bestaat voor 22,7 % uit eenpersoonshuishoudens. De werkloosheid bedraagt 3,6 % (cijfers volkstelling 2000).
Ongeveer 30,2 % van de bevolking van Oceanside bestaat uit hispanics en latino's, 6,3 % is van Afrikaanse oorsprong en 5,5 % van Aziatische oorsprong.
Het aantal inwoners steeg van 128.579 in 1990 naar 161.029 in 2000.

## Klimaat
In januari is de gemiddelde temperatuur 12,5 °C, in juli is dat 19,8 °C. Jaarlijks valt er gemiddeld 277,6 mm neerslag (gegevens op basis van de meetperiode 1961-1990).

## Plaatsen in de nabije omgeving
De onderstaande figuur toont nabijgelegen plaatsen in een straal van 16 km rond Oceanside.

## Geboren
- Sam Kendricks (7 september 1992), wereldkampioen polsstokhoogspringen 2017
- Cappie Pondexter (7 januari 1983), basketter en olympisch kampioen basket 2008
- Chris Thile (20 Februari 1981), Singer/Songwriter